# Sociologie des absences
La Sociologie des absences est un procédé sociologique développé par Boaventura De Sousa Santos qui selon ce chercheur « à montrer que ce qui n'existe pas est en fait activement produit comme non existant, c'est-à-dire comme une alternative non crédible à ce qui est supposé exister »,.
C'est dans Épistémologies du Sud. Mouvements citoyens et polémique sur la science que Boaventura propose cette notion ; il y expose la thèse suivante : « la justice mondiale n’est pas possible sans justice cognitive mondiale ».

## Pour une sociologie décoloniale
La sociologie des absences se veut une sociologie critique et décoloniale qui, en rupture avec l'universalisme euro-centré, revendique la production d'une épistémologie du sud. Elle est donc une critique de l'épistémologie euro-centriste hégémonique; une alternative à la pensée unique et à l'uniformisation du monde.

### Critique de la modernité occidentale
Dans la pensée de Boaventura, il existe dans la modernité une ligne abyssale entre deux sortes d'êtres de la planète : ceux qui vivent au-dessus de cette ligne et ceux qui vivent au-dessous. Les premiers sont dans ce que Frantz Fanon appelle la zone de l'être. Les deuxièmes sont dans la zone de non-être et subissent une infériorité raciale qui se manifeste tant au niveau des processus de domination et d'exploitation économiques et politiques, qu'au niveau des processus épistémologiques. D'où, la notion de racisme épistémique qui se traduit par « une hiérarchie de domination coloniale où les connaissances produites par les sujets occidentaux dans la zone de l'être sont considérés à priori comme supérieures aux connaissances produites par les sujets non occidentaux. La connaissance produite par les sujets appartenant à la zone de l'être est supposée automatiquement et universellement valide pour tous les contextes et toutes les situations dans le monde. » Cette situation constitue un biais euro-centré que Boaventura appelle : raison indolente. Il s'agit, dit-il, d'une rationalité qui se considère comme unique, exclusive, qui ne fait pas un effort suffisant pour regarder la richesse inépuisable du monde. Elle se manifeste sous deux formes : la raison métonymique et la raison proleptique. « En tant que raison métonymique, elle diminue le présent; en tant que raison proleptique, elle dilate à l'infini le futur. » Et pour couper court à celle-ci, Boaventura nous propose un modèle alternatif : la rationalité cosmopolite dont la sociologie des absences constitue l'un des grands procédés,,,.
À ce propos, Edgar Morin écrit : « la rationalité n'est pas une qualité dont disposerait en monopole la civilisation occidentale. L'occident européen s'est longtemps cru propriétaire de la rationalité, ne voyant qu'erreurs, illusions et arriérations dans les autres cultures. »

### But de la sociologie des absences
Le but de cette sociologie est de rendre possibles les objets impossibles, de rendre présents les objets absents. Pour le dire autrement, elle permet de cartographier l'abysse mentionné ci-dessus et elle décrit les mécanismes de rejet de certaines formes de sociabilité dans l’inexistence, dans l’invisibilité radicale, dans le négligeable et l’insignifiant. Elle analyse les processus par lesquels le colonialisme, le capitalisme et le patriarcat continuent de  produire des exclusions abyssales,. Elle met en lumière la manière dont l'hégémonie scientifique positiviste détruit une catégorie de savoirs. Ces savoirs détruits ou tués renvoient à des injustices cognitives qu'il appelle des épistémicides.

### Logiques de production des absences
Boaventura distingue cinq logiques qui constituent des modalités de production des absences, des non-existences, :
- la première consiste à ignorer. Elle découle de la « monoculture du savoir et de la rigueur ». Elle traduit l'idée selon laquelle le seul savoir rigoureux est le savoir scientifique et considère le sujet qui n'y correspond comme un ignorant. Elle exclut toutes autres formes de savoirs qui ne correspondent pas à la charte épistémique telle que conçue par la science positiviste[12][réf. à confirmer] ;
- la deuxième se fonde sur la « monoculture du temps linéaire » qui est une logique selon laquelle l'histoire n'a qu'un seul sens et qu'une seule direction. Aussi, elle tient pour rétrograde tout ce qui est asymétrique par rapport à ce qui est considéré comme avancé par la modernité occidentale ;
- la troisième est celle de la « monoculture de la naturalisation des différences ». Elle consiste à classer les populations par catégories raciales ou de genre en vue de naturaliser les hiérarchies desquelles résultent des relations de domination ;
- la quatrième renvoie à une logique de « l'échelle dominante ». Dans la modernité occidentale, l'échelle dominante se formalise à travers : l'universalisme et la mondialisation. Ils produisent une non-existence qui prend la forme du particulier ou du local ;
- la dernière se repose sur la « monoculture des critères de la productivité capitaliste ». Elle fait de la croissance économique un objectif rationnel incontestable. Ainsi, l'improductif devient une non-existence.

## Alternatives épistémologiques
Au-delà des constats, l'oeuvre de Boaventura comporte une ambition intellectuelle : celle de proposer des pistes pour une nouvelle épistémologie capable de favoriser le dialogue théorique égalitaire entre les savoirs du Nord et les savoirs du Sud. D'où la notion de sociologie des émergences.

### Sociologie des émergences
La sociologie des émergences explore les alternatives possibles aux logiques de production des absences. Elle propose, en solution aux monocultures, des écologies qui permettraient de rendre présent ce qui est produit comme absent. Par exemple, face à la monoculture du savoir et de la rigueur, elle propose l'écologie des savoirs. Il s'agit d'un écosystème où co-existe une infinité de savoirs diversifiés, sans hiérarchie, ni privilèges, sans être séparés. Cette forme d'écologie est une approche qui permet de penser le pluralisme épistémologique, politique et économique. Elle est une contribution à l'épistémologie du lien qui est une manière de créer des savoirs sociologiques dénués d'indifférence, des marques de privilèges épistémologiques et de la logique d'effacement, comme en parle Florence Piron.

### Épistémologie du sud
La sociologie des absences et la sociologie des émergences sont deux concepts complémentaires qui permettent de constituer une alternative que Boaventura appelle « l'épistémologie du Sud ». Il s'agit d'« une nouvelle production et évaluation des connaissances ou savoirs valides, scientifiques ou non ». En d'autres termes, il s'agit « de nouvelles relations entre différents types de savoir, sur la base des pratiques des classes et des groupes sociaux qui ont systématiquement souffert des inégalités et des discriminations dues au capitalisme et au colonialisme ». Cette épistémologie se fonde sur deux postulats. Suivant le premier, la compréhension du monde dépasse largement la connaissance occidentale du monde. Quant au deuxième, il laisse entendre que la diversité du monde est infinie,. Elle remet en question les allures commerciales que peuvent revêtir des universités; elle plaide pour un processus inversé de diffusion des connaissances où : « au lieu de les transférer de l’université vers la société, il s’agit maintenant d’apporter les connaissances non scientifiques de l’extérieur de l’université à l’intérieur de ses murs ».
Il convient de préciser que cette épistémologie n'est pas une revendication en faveur d'une région géographique. La notion « Sud », ici, n'est pas synonyme d'une entité géographique. Elle doit être comprise plutôt comme étant une métaphore pour indiquer la souffrance humaine causée par l’ordre mondial dominant.
Par ailleurs, cette épistémologie correspond à l'idéal épistémologique, éthique et politique de la notion de justice cognitive telle qu'interprétée par le mouvement de la science ouverte.

## Sources et références
1. 1 2 3 4  Boaventura de Sousa Santos, « Épistémologies du Sud », Études rurales, no 187,‎ 1er août 2011, p. 21–50 (ISSN 1777-537X, DOI 10.4000/etudesrurales.9351, lire en ligne, consulté le 7 janvier 2022)
2. ↑  « Vers une sociologie des absences et une sociologie des émergences », sur www.eurozine.com (consulté le 8 janvier 2022)
3. 1 2 3  Éric Dacheux, « Boaventura de Sousa Santos, Épistémologies du Sud. Mouvements citoyens et polémique sur la science », Cairn.info,‎ 2017, p. 531-534 (lire en ligne)
4. ↑  Epistémologies du Sud, 1er juin 2016 (ISBN 978-2-220-08303-2, lire en ligne)
5. ↑  Frantz Fanon, Peau noire, masque blanc, Paris, La Découverte, 2011, p. 64
6. 1 2  Grosfoguel Ramón et Jim Cohen, « Un dialogue décolonial sur les savoirs critiques entre Frantz Fanon et Boaventura de Sousa Santos », Cairn.info,‎ 2012 (lire en ligne )
7. 1 2  Boaventura de Sousa Santos, Épistémologies du Sud. Mouvements citoyens et polémique sur la science, Paris, Desclée de Brouwer, 2016, 437 p. (ISBN 9782220081427)
8. ↑  Wanda Capeller, « Les sciences sociales de la résistance. Lectures portugaises », Cairn.info,‎ 2015, p. 415-432 (lire en ligne)
9. ↑  Edgar Morin, Les 7 savoirs nécessaires à l'éducation du futur, Paris, Édition Seuil, 2000, p. 25
10. 1 2  « Épistémologies du Sud et militantisme académique : entretien avec Boaventura de Sousa Santos, réalisé par Baptiste Godrie », Sociologie et sociétés, vol. 49, no 1,‎ 2017, p. 143–149 (ISSN 0038-030X et 1492-1375, DOI 10.7202/1042809ar, lire en ligne, consulté le 9 janvier 2022)
11. ↑  Florence Piron, « Justice et injustice cognitives : de l’épistémologie à la matérialité des savoirs humains », 2018 (consulté le 7 janvier 2022)
12. 1 2  GENEVIÈVE MCCREADY et LUCIE-CATHERINE OUIMET, « Speak Medicine Inc.! : Enjeux éthiques et politiques du travail des infirmières praticiennes dans les Groupes de médecine de famille au Québec », APORIA,‎ 2018 (file:///Users/Rency/Downloads/2774-Article%20Text-9371-1-10-20180619.pdf [PDF])
13. ↑  Maïté Juan, « Écologie des savoirs et créativité citoyenne : la co-construction des politiques de gestion communautaire entre associations et pouvoirs publics à Barcelone », Cairn.info,‎ 2019, p. 119-135
14. ↑  Florence Piron, « Méditation haïtienne : répondre à la violence séparatrice de l’épistémologie positiviste par l’épistémologie du lien », Sociologie et sociétés, vol. 49, no 1,‎ 2017, p. 33–60 (ISSN 0038-030X et 1492-1375, DOI 10.7202/1042805ar, lire en ligne, consulté le 8 janvier 2022)
15. ↑  Jean-Louis Laville, « L’économie sociale et solidaire : pour une sociologie des émergences », Cairn.info,‎ 2019, p. 52-60 (lire en ligne)
16. ↑  Florence Piron, Thomas Hervé Mboa Nkoudou, Anderson Pierre et Marie Sophie Dibounje Madiba, « Vers des universités africaines et haïtiennes au service du développement local durable : contribution de la science ouverte juste », Science et bien commun,‎ 2016 (lire en ligne, consulté le 8 janvier 2022)